# جوهان وينثال
جوهان جايكوب وينثال (بالهنغارية Löwenthal János Jakab) ولد في 15 جويلية 1810 ببودابست، هنغاريا وتوفي في 15 جويلية 1876 وهو أستاذ شطرنج هنغاري محترف.

## روابط خارجية
- جوهان وينثال على موقع مباريات الشطرنج (الإنجليزية)
- جوهان وينثال على موقع 365Chess.com (الإنجليزية)
- جوهان وينثال على موقع Chesstempo.com (الإنجليزية)